# Cáñamo
Cáñamo és una revista mensual en castellà dedicada a la cultura del cànnabis. Es va fundar a Barcelona el 1997, expandint-se el 2005 a Xile, el 2015 a Mèxic i el 2017 a Colòmbia. Disposa de la llibreria online, llibreria Oniria, considerada l'única llibreria especialitzada en literatura sobre substàncies psicoactives.

## Història
Cáñamo va ser fundada a Barcelona el 1997 per Gaspar Fraga, Jaime Prats i Moisés López, membres de l'Associació Ramon Santos d'Estudi sobre el Cànnabis (ARSEC). El 2004 es va crear Cânhamo a Portugal, tot i que va haver de ser tancada poc després per aplicació de la llei antidrogues. Va tenir un tiratge de sis números.
A les seves publicacions, Cáñamo ofereix un contingut divulgatiu sobre el cànnabis. El seu propòsit és la investigació entorn d'aquesta planta, tant de la seva biologia com de la seva història i la seva relació amb l'humà. Així mateix, es combaten mites sobre el cànnabis en pro de la defensa del dret a la informació i el coneixement, i a la lluita contra la censura. Els seus creadors han assenyalat en múltiples ocasions que «Càñamo mai no ha incitat el consum de cànnabis».